# ساریکا
ساریکا (به انگلیسی: Sarika) (زاده ۵ دسامبر ۱۹۶۰) بازیگر هندی است.
از فیلم‌هایی که وی در آن نقش داشته‌است می‌توان به سرنوشت اشاره کرد.

## فیلم‌شناسی
فهرست برخی از فیلم‌هایی که ساریکا در آن‌ها به ایفای نقش پرداخته‌است:
- سرنوشت
- دیوید
- تا وقتی که زنده‌ام
- بارها نگاه کن
- بی‌خدا
- سواتی
- بهشت و جهنم بر روی زمین
- ماجلی دیدی
- ساتیاکم
- هری پوتار
- چشم سوم
- انتقام از آتش
- انقلاب
- عطر
- تاج‌گذاری
- مهربانی
- سخاوتمند
- قول می‌دهم
- دلسوز
- ارتفاع
- بی‌بازگشت به تو
- وحشت
- ثروت
- خدا
- الهه